# Käte Fenchel
 Käte Fenchel (* 21. Dezember  1905 in Berlin als Käte Sperling; † 19. Dezember 1983) war eine deutsche Mathematikerin, die vor allem für ihre Arbeit über nicht-abelsche endliche Gruppen bekannt war.

## Leben und Werk
Fenchel lernte früher als die meisten Kinder lesen und schreiben und erhielt Stipendien für den Besuch einer Privatschule. Von 1924 bis 1928 studierte sie Mathematik, Philosophie und Physik an der Universität Berlin und konnte 1928 das Lehrerexamen ablegen. Aufgrund ihres Geschlechts sah sie sich einigen Diskriminierungen ausgesetzt, als sie versuchte, ihr Studium der reinen Mathematik an der Universität Berlin abzuschließen, und unterrichtete von 1931 bis 1933 an einer Oberschule Mathematik. Als Adolf Hitler an die Macht kam, verlor sie als Jüdin ihre Arbeitsstelle. Sie floh mit Werner Fenchel, einem ehemaligen Kommilitonen, nach Dänemark und die beiden heirateten 1933. Sie arbeitete bis 1943 für einen dänischen Mathematikprofessor, als sie mit ihrem Mann und ihrem 3-jährigen Sohn nach Schweden fliehen musste, weil Deutschland Dänemark besetzte. Sie kehrten nach Kriegsende nach Dänemark zurück und von 1965 bis 1970 war sie nebenberuflich an der Universität Aarhus in Dänemark tätig. Sie veröffentlichte erst 1962 und 1978 einige Aufsätze über Gruppentheorie.